# Giorgia Whigham
Giorgia Whigham (* 19. August 1997 in New York City, New York) ist eine US-amerikanische Schauspielerin.
Bekanntheit erlangte sie durch ihre Rolle als Kat in der Netflix-Serie Tote Mädchen lügen nicht und als Beth in der dritten Staffel der MTV-Serie Scream.

## Leben und Karriere
Whigham wurde am 19. August 1997 in New York City geboren. Ihren ersten Auftritt als Schauspielerin hatte sie 2016 an der Seite von Ellery Sprayberry in dem Kurzfilm Pinky. Auf diese erste Rolle folgten weitere Fernsehauftritte, unter anderem in Shameless, Son of Zorn, Tote Mädchen lügen nicht und The Orville.
Im Jahr 2017 trat sie in dem Film Saving Zoë, nach der gleichnamigen Novelle von Alyson Noël, neben Laura und Vanessa Marano auf. Am 13. September 2017 wurde bekanntgegeben, dass Whigham in der kommenden dritten Staffel von Scream die wiederkehrende Rolle der Beth spielen wird. 2019 übernahm sie eine Hauptrolle in der zweiten Staffel der Netflix-Serie The Punisher.

## Filmografie (Auswahl)
- 2016: Pinky (Kurzfilm)
- 2016: Shameless (Fernsehserie, Folge 6x07)
- 2016–2017: Son of Zorn (Fernsehserie, 3 Folgen)
- 2017: The Legend of Master Legend (Kurzfilm)
- 2017: Tote Mädchen lügen nicht (13 Reasons Why, Fernsehserie, 2 Folgen)
- 2017: Chance (Fernsehserie, 3 Folgen)
- 2017, 2022: The Orville (Fernsehserie, 2 Folgen)
- 2018: Animal Kingdom (Fernsehserie, Folge 3x03)
- 2018: Sierra Burgess Is a Loser
- 2018: Dirty John (Fernsehserie, Folge 1x05)
- 2019: Marvel’s The Punisher (Fernsehserie, 11 Folgen)
- 2019: Scream (Fernsehserie, 6 Folgen)
- 2019: Rettet Zoë (Saving Zoë)
- 2020: Into the Dark (Fernsehserie, Folge 2x06)
- 2020: What We Found
- 2020–2021: Legacies (Fernsehserie, 4 Folgen)
- 2021: Dashcam
- 2023: A Little White Lie
- 2023: Waco: The Aftermath (Miniserie, 2 Folgen)
- 2024: Ted (7 Folgen)